# Palacio del Licenciado Butrón
El palacio del Licenciado Butrón, oidor de la Real Audiencia y Chancillería, es una casa señorial emplazada en la plaza de Santa Brígida, esquina con la calle San Diego, en Valladolid, España. Fue construido entre los años 1565 y 1572. En él se instaló el convento de Santa Brígida en 1637, al ser adquirido por la orden. Es Bien de Interés Cultural (BIC) desde el 8 de agosto de 1991. Es, desde 2002, la sede del Archivo General de Castilla y León.

## Historia

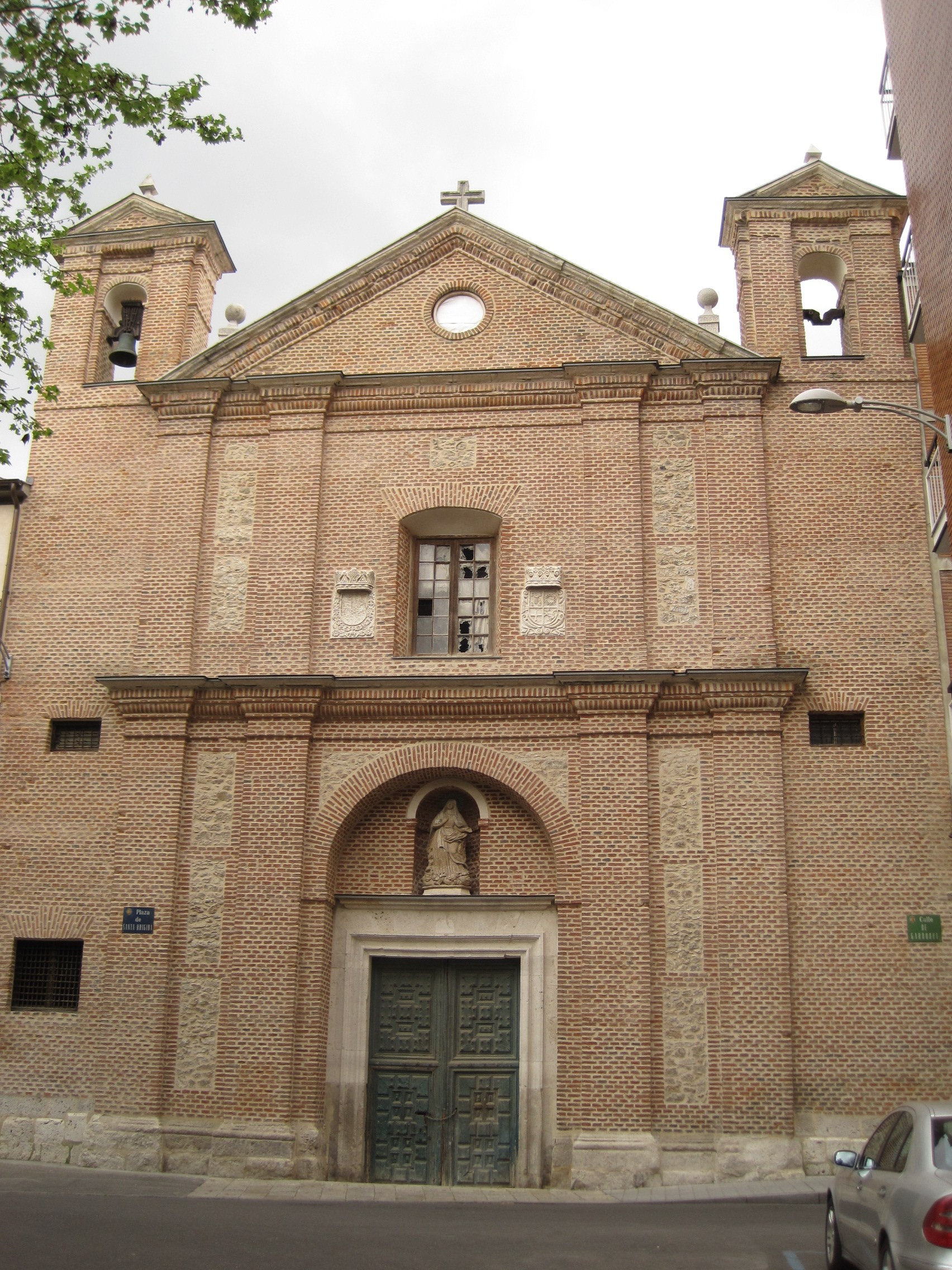
Entrada al antiguo Convento de las Brígidas, anexo al palacio

Francisco Butrón fue uno de los más prestigiosos abogados de la Chancillería de Valladolid de su época. Entre sus clientes contó entre otros con los arzobispos de Toledo y Sevilla. Fundó mayorazgo al que vinculó el palacio que tenía proyectado así como la capilla que poseía la familia en el monasterio de San Benito.
Para su construcción se utilizaron unas casas en la calle Rosario (hoy San Diego) propiedad del licenciado y de su esposa, María de Rojas (fallecida en 1557). A estas añadió, mediante compra, nuevas casas y corrales en la calle del Saúco (actuales calle Gardoqui y lateral de la plaza de Santa Brígida). A partir de un probable proyecto de Francisco de Salamanca ejecutó la obra el cantero Juan de la Lastra. A él se debieron la unificación de las fachadas, la construcción del patio y de la escalera principal. Completaban el palacio un conjunto de edificios que albergaban las cuadras, caballerizas y distintas dependencias, así como el llamado jardín de las pinturas y la huerta. Estas obras finalizaron en 1572.
Fallecido el licenciado en 1579, el palacio permaneció en manos de sus herederos hasta 1637, año en que pasó a ser el edificio principal del Convento de Santa Brígida.
A partir de ese momento sufrió varias reformas y ampliaciones, siendo las más destacadas su unión con la contigua casa del Marqués de Villena, y la construcción de una capilla y de la iglesia anexa entre 1692 y 1703. Posteriormente, y ya en 1864, se cerraron las galerías renacentistas del patio una vez que el edificio se destinó a colegio. En este año y en 1893 se cerrarían o modificarían la mayor parte de los huecos de las fachadas a la calle San Diego y a la plaza de Santa Brígida.
En 1978, el convento y colegio se trasladan a un edificio nuevo quedando abandonados tanto el palacio como la iglesia y sus dependencias.
En 1988, la Junta de Castilla y León adquiere el palacio. La restauración a que fue sometido entre los años 1992 y 1994 ha permitido recuperar el aspecto original del patio renacentista, llevada a cabo por el arquitecto Juan Carlos Arnuncio. Tras ser totalmente rehabilitado se ha destinado a albergar, entre otros Servicios de la Consejería de Cultura y Turismo, el Archivo General de Castilla y León, función que cumple desde el año 2002.

## Descripción
Lo primero que llama la atención de la ubicación del palacio es que la portada principal dé a la calle de San Diego y no a la plaza de Santa Brígida. Hay que tener en cuenta que la actual configuración de las calles no se corresponde con la existente en el momento de su construcción. En aquel entonces la fachada principal daba a una plazoleta donde se encontraba el desaparecido convento de San Diego, mientras que la fachada lateral daba a la callejuela del Saúco. La plaza actual fue realizada en tiempos del Duque de Lerma.
La portada de la calle San Diego es de arco de medio punto, a media altura tiene una imposta sobre la que se apoya una ventana con dintel sobre zapatas adornado con relieves. Por encima de ella se sitúa el escudo de la familia, colocado dentro de un marco adornado con figuras humanas.
En la parte superior recorriendo las dos fachadas hay huecos redondos intercalados entre ventanas de los que los correspondientes a la fachada principal, conservan esculturas en yeso atribuidas a Jerónimo Corral de Villalpando, representando alegorías de las virtudes.
El zaguán que conduce al patio tiene las puertas desenfiladas, está cubierto con un artesonado de viguería y tiene un friso de yeso.
La torre corresponde a las obras conventuales que recrecieron la que tenía el palacio.
El elemento más destacado del palacio es el patio renacentista de su interior. Consta de tres pisos con galerías de arcos de medio punto sobre columnas jónicas y balaustres en tres de sus lados. El cuarto es un muro decorado con estucos que se atribuyen a Jerónimo Corral. En él, en las dos primeras plantas sobre una superficie de almohadillado, se abren cuatro ventanas entre parejas de pilastras. La parte superior está decorada con relieves y un par de tondos con esculturas, que repiten los motivos de los situados en la fachada.

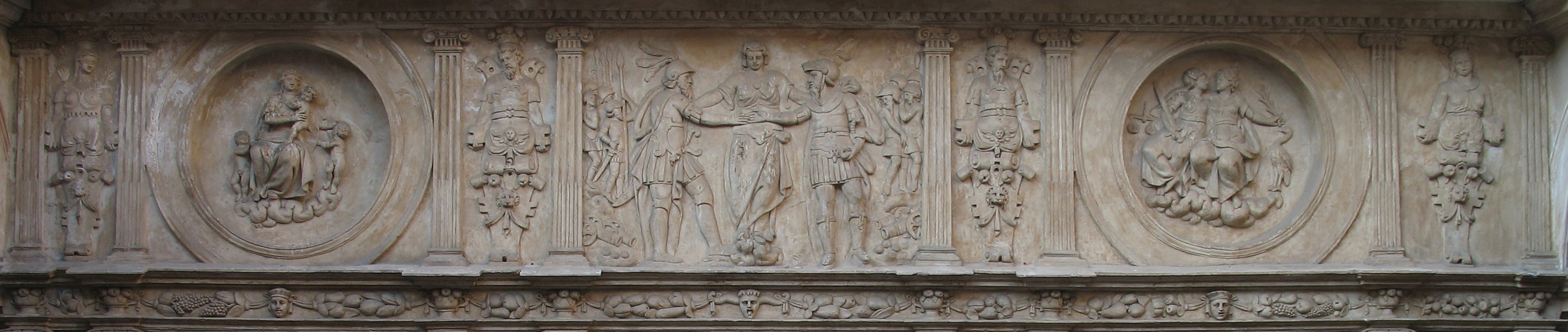
Palacio Butrón. Decoración del patio

En uno de los lados se encuentra la escalera de tipo claustral, construida en torno al año 1565. Se accede a ella bajo arco carpanel. Está cubierta con artesonado de viguería de madera, con friso de yeso. Tanto la escalera como el patio son muy similares a los del Palacio de Villena y del Palacio de Fabio Nelli, también en Valladolid.

## Galería de imágenes

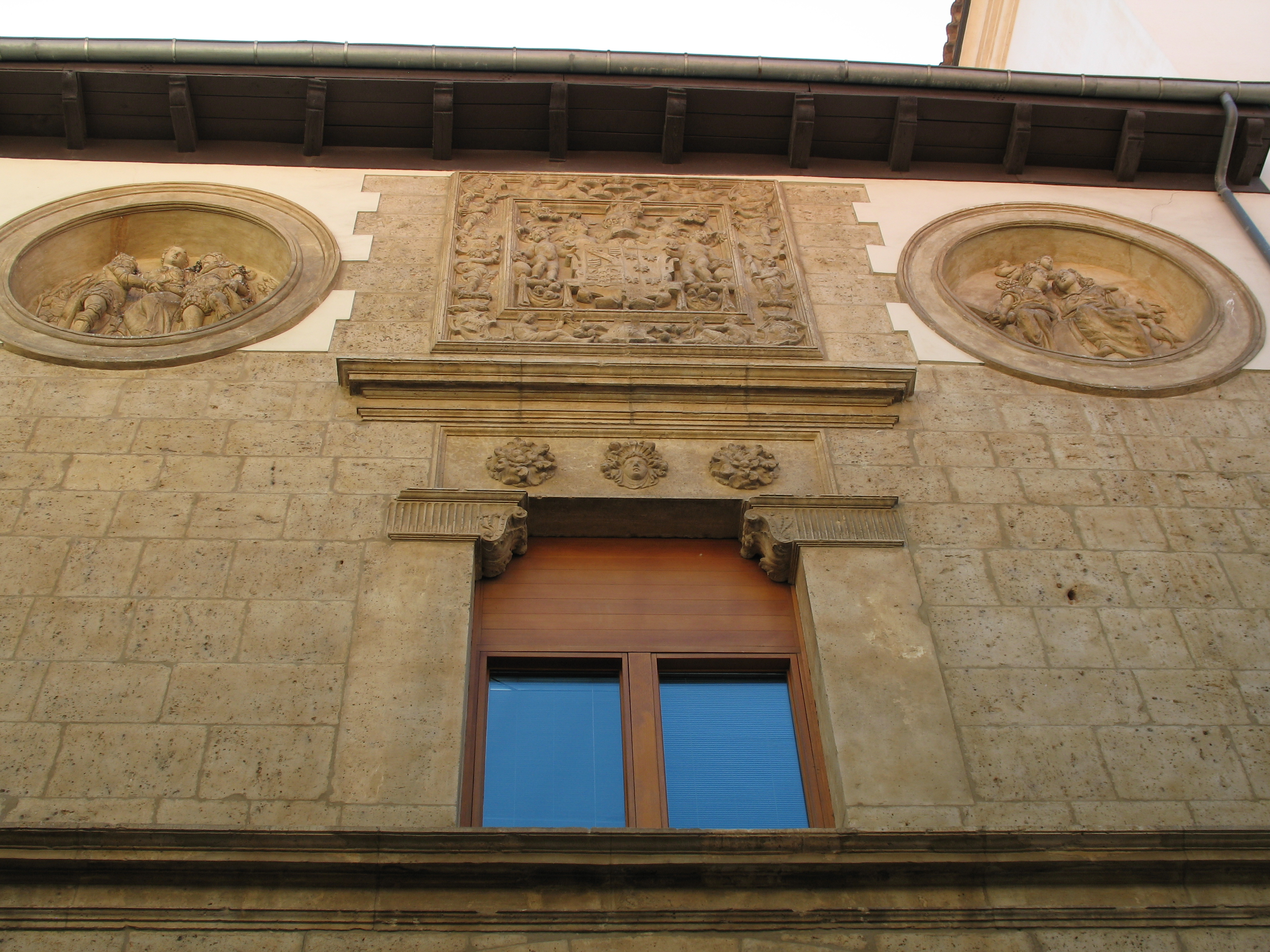
Escudo y medallones en la fachada principal.
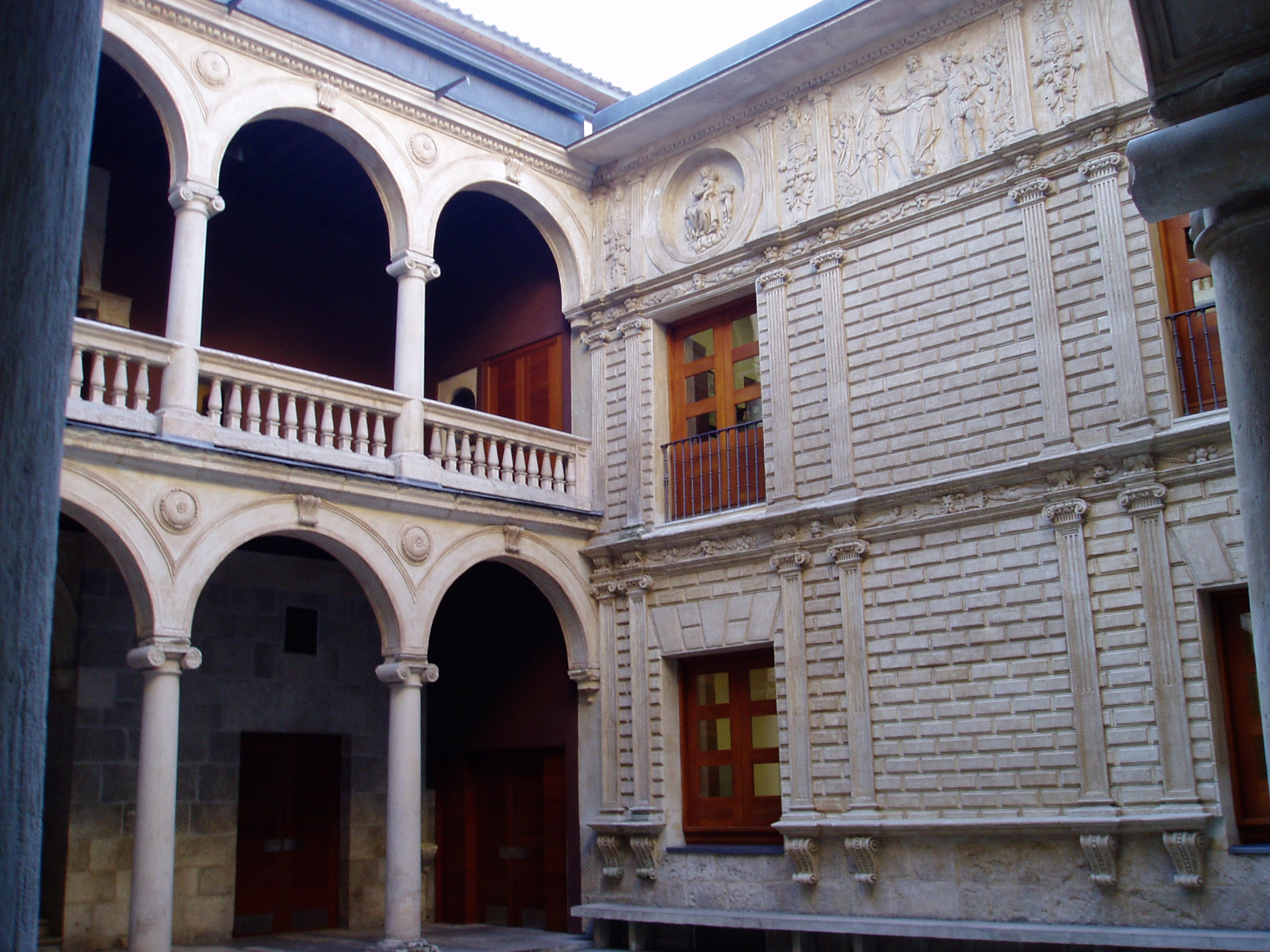
Patio del palacio.
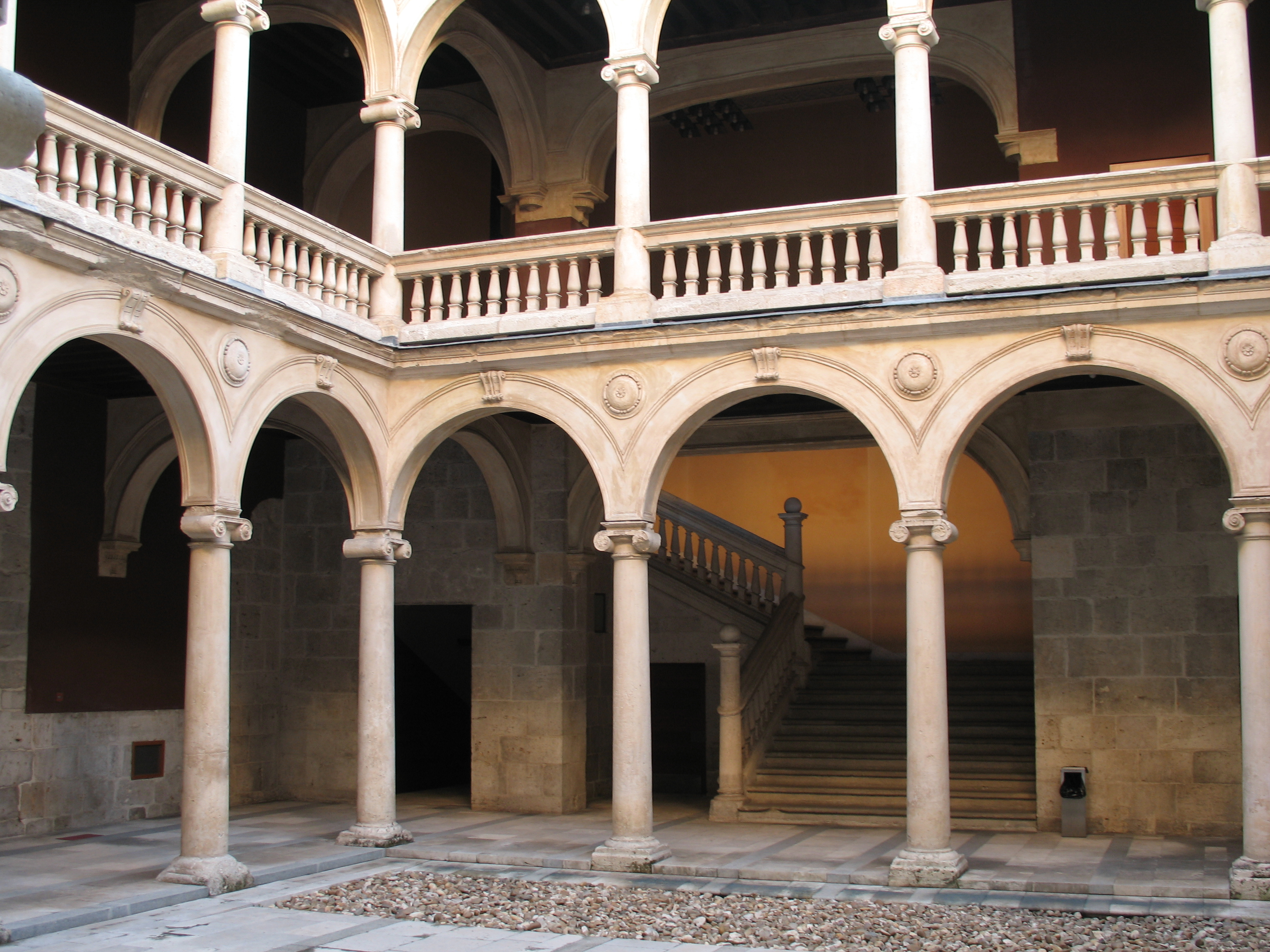
Patio columnado del palacio con la escalera al fondo.
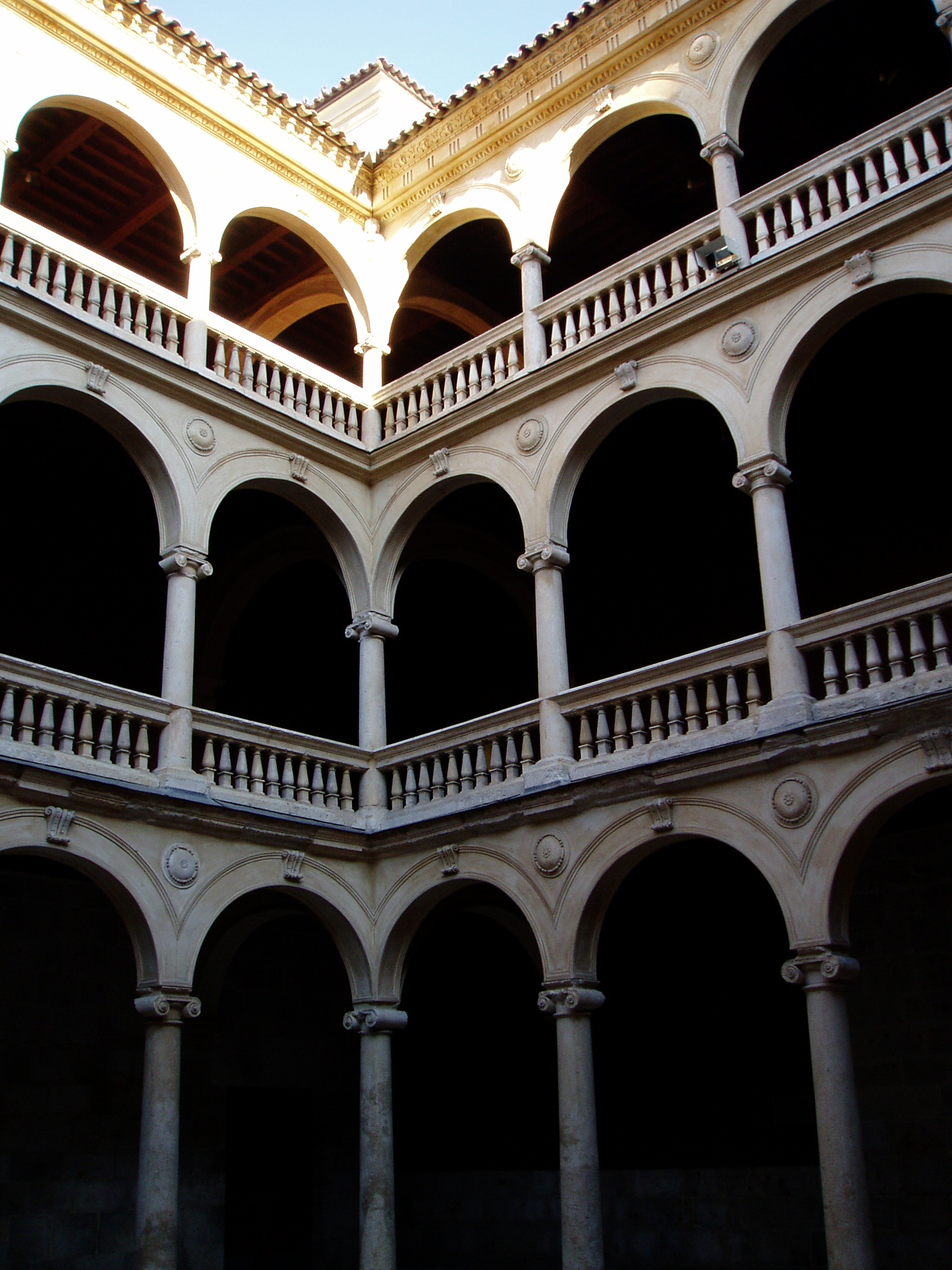
Los tres pisos de arcadas.
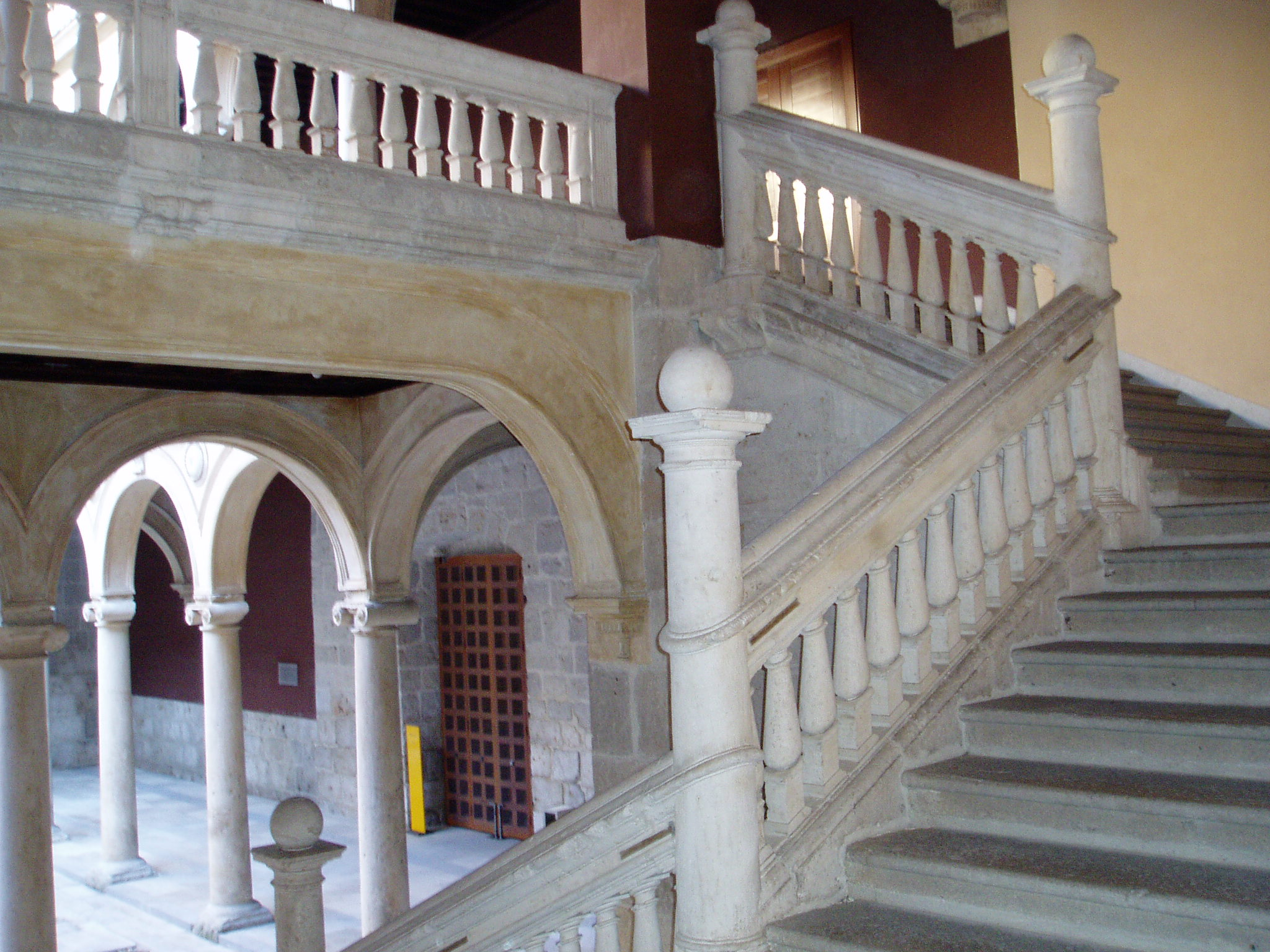
Escalera del palacio.